# Kaprijke
Kaprijke (Pronunciación holandesa: [ˈkɑprɛi̯kə]) es un municipio localizado en la provincia belga de Flandes Oriental. El municipio comprende las ciudades de Kaprijke (propiamente) y Lembeke. Hacia el 1 de enero de 2018, Kaprijke tenía una población total de 6,429 habitantes. El área total es 33.71 km² lo cual da una densidad de población de 191 habitantes por km².

## Historia

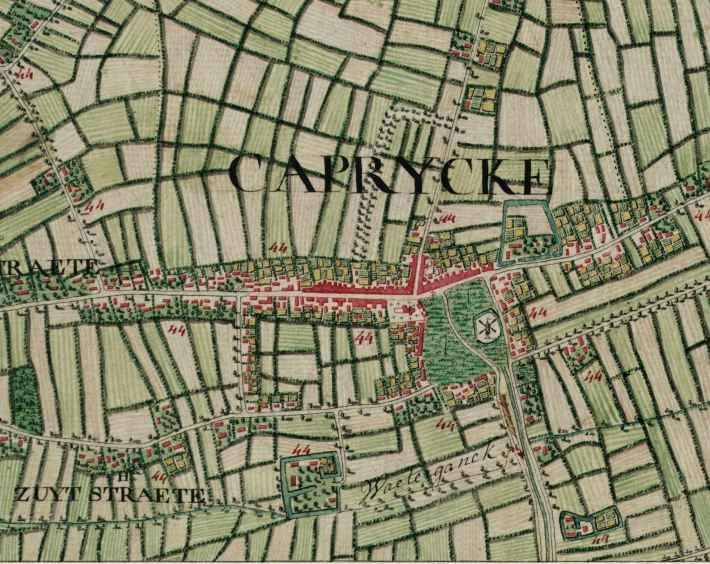
Mapa Ferraris de Kaprijke (alrededor de 1775)

El nombre Kaprijke proviene del nombre galo-romano "Capricum" que significa "Tierra de Caprius". Ese sitio solía ser una guarnición romana donde aún puede verse la plaza delante del viejo ayuntamiento.
Durante los siglos XIV y XV, la industria textil floreció en el pueblo. Sin embargo durante el período de conflictos religiosos durante el siglo XVI, los mercaderes y fabricantes de tela se retiraron a ubicaciones más seguras. Luego de la solución de los conflictos, los mercaderes y tejedores no regresaron, fortaleciendo el declive de Kaprijke de ciudad a un pueblo rural durante los siglos XVII y XVIII.
Kaprijke es conocido por su bello castillo construido en 1550, Hof ter Kruisen. Este fue encargado por Andries de Baviera y acabado en 1628.
En 1976 Kaprijke  se fusionó con otra ciudad: Lembeke, para consolidar una población total de 6400 personas aproximadamente.

## Demografía

### Evolución
Todos los datos históricos relativos al actual municipio, el siguiente gráfico refleja su evolución demográfica, incluyendo municipios después de efectuada la fusión el 1 de enero de 1977.
| Gráfica de evolución demográfica de Kaprijke entre 1846 y 2018 |
|                                                                |

## Habitantes famosos
- Roger De Vlaeminck, ciclista,  ganador cuatro veces de la carrera París–Roubaix
- Hippoliet Van Peene (1811–1864), poeta y dramaturgo, más conocido por escribir el poema "De Vlaamse Leeuw", el cual derivó en el himno flamenco.

## Galería

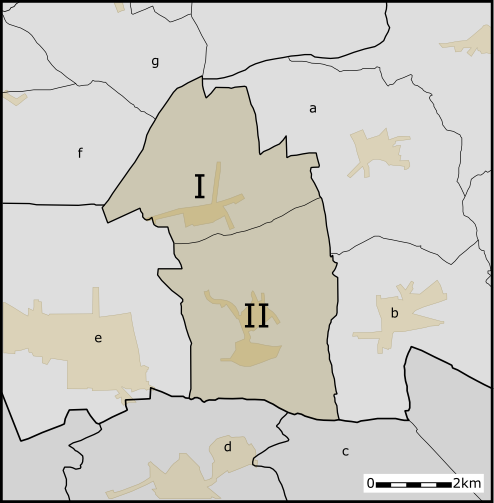
Kaprijke:  Dividido en dos ciudades. 1: Kaprijke y 2: Lembeke
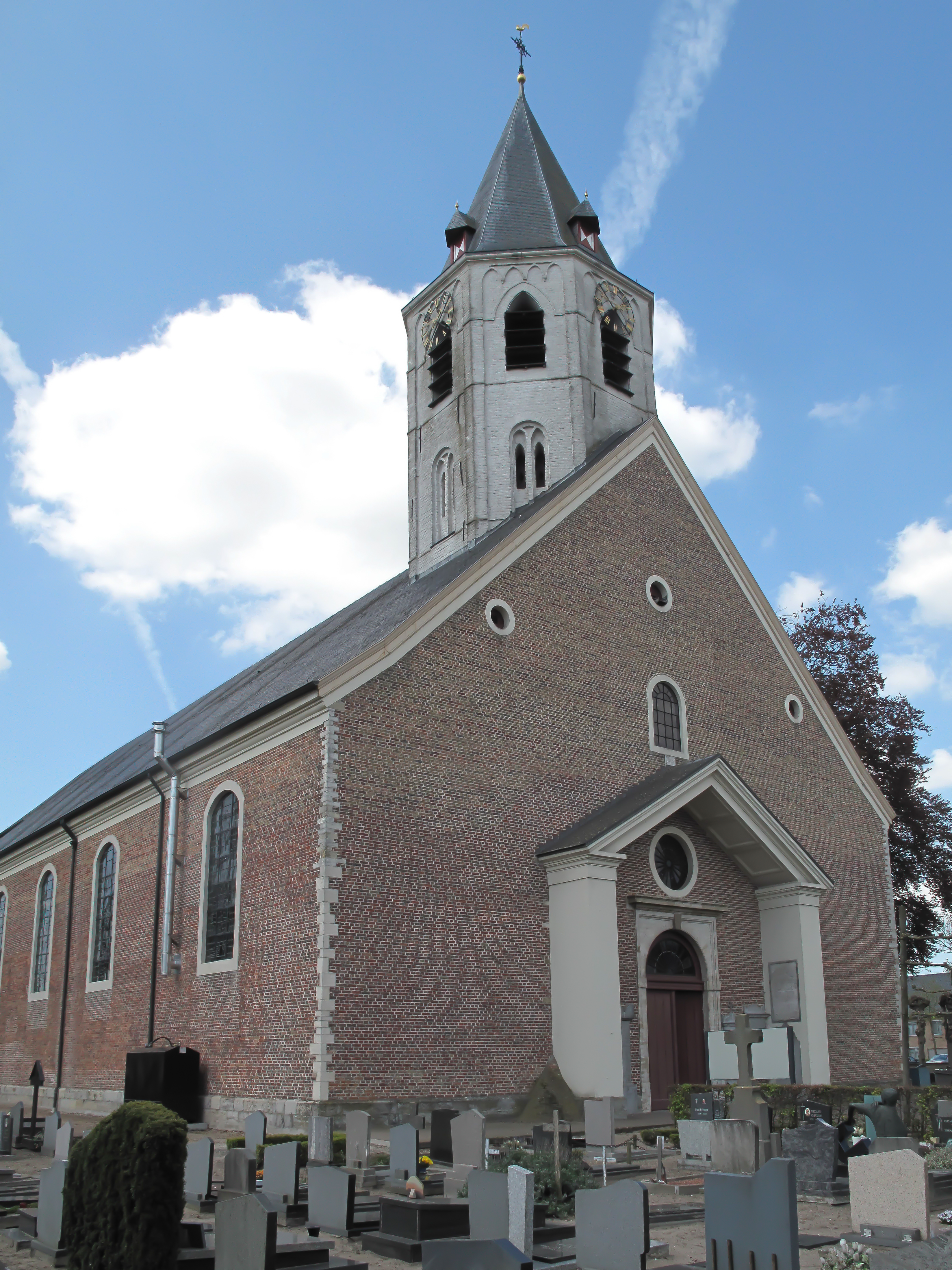
Kaprijke, Iglesia Parroquial de Nuetsra Señora de la Asunción
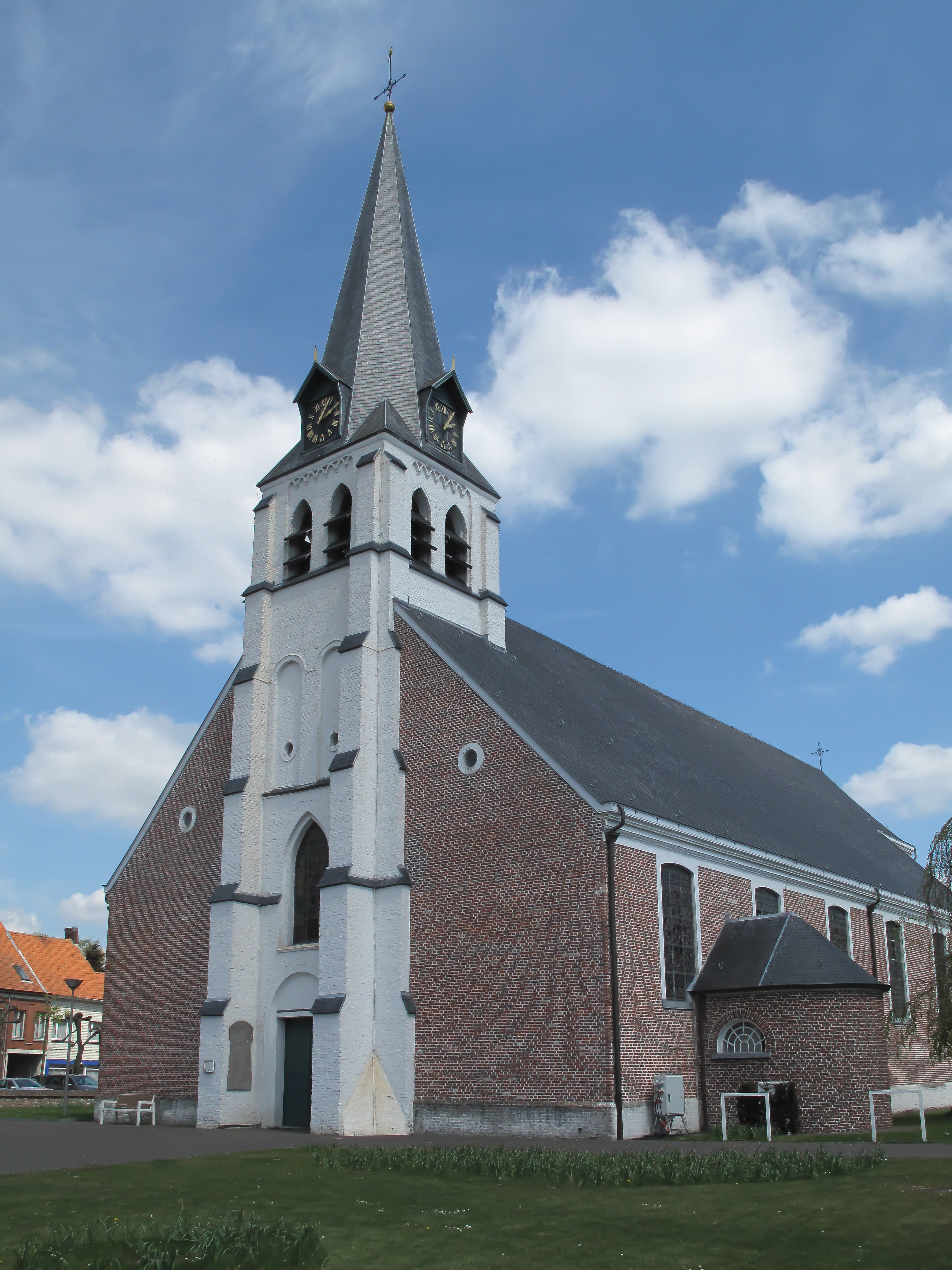
Lembeke, Iglesia Parroquial de San Egidio